# You Want It You Got It
You Want It You Got It je druhé studiové album kanadského rockového hudebníka Bryana Adamse. Vydáno bylo 21. července 1981 u společnosti A&M Records. Na produkci se kromě Adamse podílel také Bob Clearmountain.

## Seznam skladeb
Všechny skladby napsal(i) Bryan Adams a Jim Vallance, není-li uvedeno jinak. 
| Pořadí         | Název                   | Autor                   | Délka |
| -------------- | ----------------------- | ----------------------- | ----- |
| 1.             | Lonely Nights           |                         | 3:46  |
| 2.             | One Good Reason         |                         | 4:22  |
| 3.             | Don't Look Now          |                         | 3:06  |
| 4.             | Coming Home             |                         | 3:34  |
| 5.             | Fits Ya Good            |                         | 4:35  |
| 6.             | Jealousy                | Adams, Lindsay Mitchell | 3:49  |
| 7.             | Tonight                 |                         | 4:58  |
| 8.             | You Want It, You Got It | Adams                   | 3:49  |
| 9.             | Last Chance             | Adams                   | 3:17  |
| 10.            | No One Makes It Right   | Adams                   | 3:17  |
| Celková délka: | Celková délka:          | Celková délka:          | 38:33 |

## Obsazení
- Bryan Adams – kytara, zpěv, piano, produkce

Hosté
- Mickey Curry – bicí
- Jamie Glaser – kytara
- Tommy Mandel – klávesy, varhany, syntezátor
- Jimmy Maelen – perkuse
- G. E. Smith – kytara
- Brian Stanley – basová kytara
- Jonathan Gerber – saxofón
- Cidny Bullens – doprovodný zpěv

Technická podpora
- Bob Clearmountain – produkce, mix, technik
- Bob Ludwig – mastering